# Viola schensiensis
Viola schensiensis är en violväxtart som beskrevs av Wilhelm Becker. Viola schensiensis ingår i släktet violer, och familjen violväxter. Inga underarter finns listade i Catalogue of Life.